# Aichhalden
Aichhalden település Németországban, azon belül Baden-Württembergben. Lakosainak száma 4281 fő (2023. december 31.). Aichhalden Alpirsbach, Fluorn-Winzeln, Schramberg, Schiltach és Schenkenzell községekkel határos.

## Népesség
A település népessége az elmúlt években az alábbi módon változott:
| Lakosok száma | 3456 | 3815 | 3966 | 3794 | 3864 | 4028 | 4182 | 4147 | 3969 | 4281 |
|               | 1961 | 1967 | 1974 | 1980 | 1987 | 1993 | 2000 | 2006 | 2013 | 2023 |

## Településvezetők
- Wilhelm Kopp (1887–1906)
- Josef Dürler (1906–1930)
- Johannes Pfletschinger (1930–1947)
- Alfons Ginter (1948–1954)
- Josef Merz (1954–1965)
- Reinhold Kühner (1965–1993)
- Ekhard Sekinger (1993-tól)